# رواري
رواري رمزها «RE» (بالإنجليزية: Rewari) ، هو تقسيم إداري لدولة الهند تتبع ولاية هاريانا (بالإنجليزية: Haryana) ، مركزها هو مدينة رواري (بالإنجليزية: Rewari) عدد سكانها حسب تعداد سنة 2001 هو 764,727 ، مساحتها 1,559 كم² وكثافة السكان 491 لكل كم² .